# Cobra regală
Cobra regală (Ophiophagus hannah) este o specie de șerpi veninoși din familia Elapidae. Este singura specie din genul taxonomic Ophiophagus (în limba greacă înseamnând „mâncător de șerpi”, denumire îndreptățită deoarece hrana cobrei regale este compusă numai din șerpi și sopârle). Reprezentanții acestei specii sunt cei mai lungi șerpi veninoși din lume, cu o lungime de până la 5,6–5,7 m.
Cobra regală este un șarpe de talie mare, el atingând în mod normal o lungime de 3 – 4 m. Atunci când s-a descoperit un exemplar care avea lungimea de 5,59 m, s-a căzut de acord că este cel mai mare șarpe veninos din lume.
Cobra regală poate fi întâlnită în regiunile cu păduri din Asia de Sud Est. Este un șarpe care trăiește pe sol. Mușcătura unei cobre regale produce de regulă moartea unui om adult. Accidentele de mușcătura cobrei sunt însă foarte rare produse, deoarece acest șarpe nu este deosebit de agresiv și duce o viață retrasă în păduri.

## Caractere morfologice
Cobra regală, cu lungimea medie de 3 – 4 m, este cea mai mare specie din grupa șerpilor veninoși, exemplarele cele mai mari de aproape 6 m, fiind întâlnit în Thailanda, 4,25 m în Filipine. Coada măsoară ca. 20 % din lungimea șarpelui, în caz de atac ia poziția cu gâtul dilatat, ca în cazul cobrelor veritabile Naja.
Ca și la ceilalți șerpi din familia Elapidae, capul cobrei regale este acoperit de 9 solzi mari așezați simetrici. Culoare șerpilor adulți este diferită, cu nuanțe de la brun deschis, măsliniu până la negru, animalele adulte au pe tot corpul o culoare uniformă.

## Areal de răspândire
Cobra regală este răspândită pe un areal întins în regiunile cu păduri tropicale, dar poate apare și pe plantațiile din Asia de Sud Est. Acest areal se întinde din sudul și estul Indiei, Indochina de sud, Indonezia, Malaezia, Myanmar  până pe insulele Filipine.

## Mod de viață

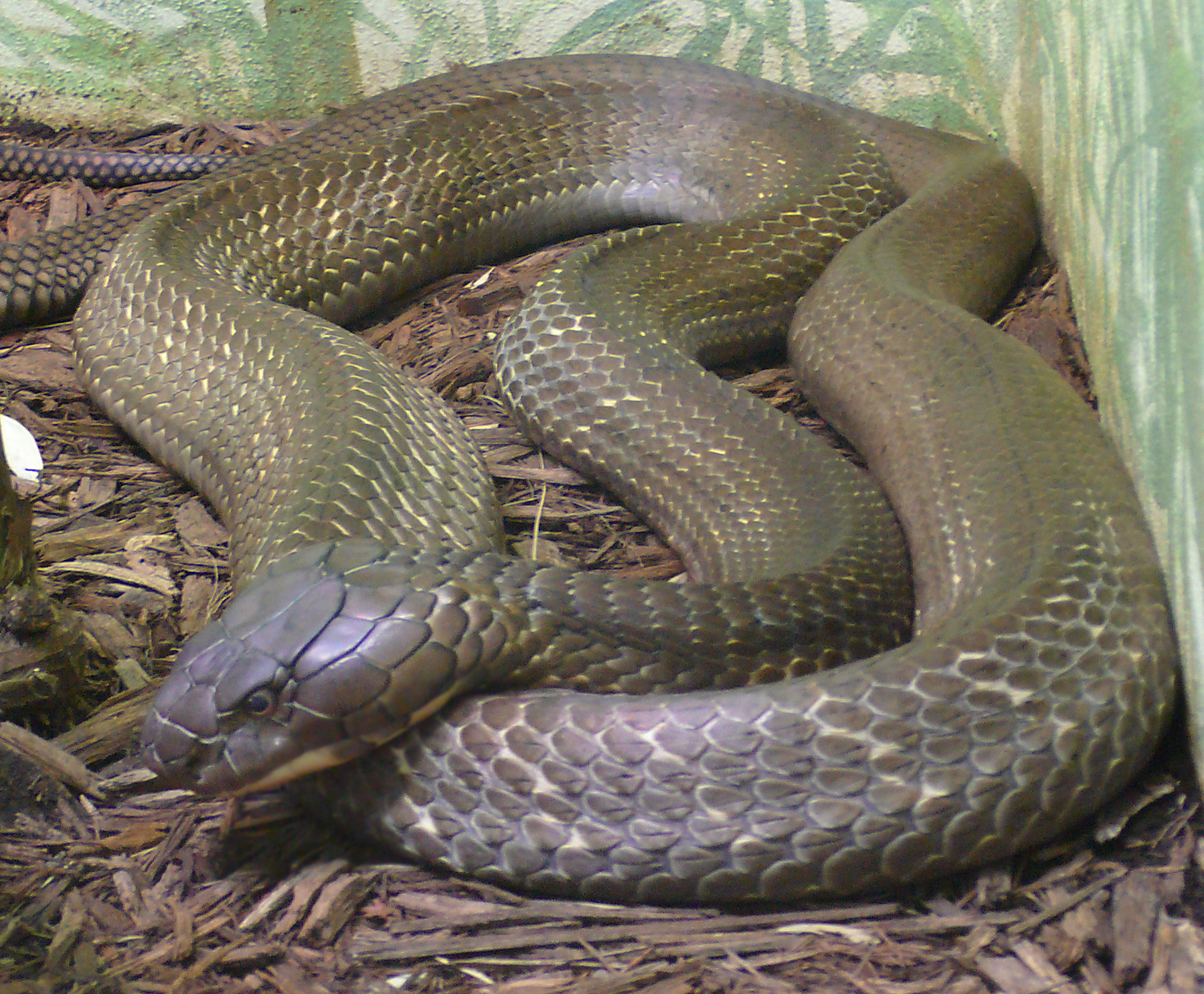
Cobra regală

Cobra regală este cunoscută ca un șarpe activ în timpul zilei. Trăiește pe sol, dar sunt unii autori ce susțin că șarpele ar fi fost văzut și în copaci și că ar fi activ și în timpul nopții. Hrana cobrei regale constă exclusiv din șopârle și șerpi. Prada, după ce a fost mușcată, este fixată până nu se mai mișcă, aceasta poate dura un timp de 10 - 30 minute. Cobra regală este ovipară (se înmulțește prin ouă), fiind singura specie cunoscută care construiește cuib, care conține între 20–40 de ouă. În India depune ouăle între lunile aprilie - iulie, în Indochina de sud s-au găsit în august un cuib construit din frunze cu 25 de ouă de cobră regală. Femela apără vehement cuibul față de dușmani, dar cu exepția apărării cuibului, șarpele este mai puțin agresiv față de om. Veninul cobrei este o neurotoxină care are doza letală DL501,2–3,5 mg /kg. greutate coprporală. Din cauza cantității mari de venin inoculat mușcătura cobrei regale este de regulă mortală. Simptomele tipice care apar sunt: tumefierea intensă a locului mușcat, care se extinde, dacă cel mușcat nu este imediat tratat, moartea survine prin asfixie, după 20 de minute, au fost semnalate și cazuri când cel mușcat a murit după 12 ore. Se cunosc până în anul 1191, 35 de cazuri, când omul a fost mușcat de șarpe, din care 10 au fost cazuri mortale. Nu sunt date suficiente pentru a preciza gradul de periclitate în care se află cobra regală.